# Alexander Alexandrowitsch Wolkow (Volleyballspieler)
Alexander Alexandrowitsch Wolkow (russisch Александр Александрович Волков, englische Transkription: Aleksandr Aleksandrovich Volkov; * 14. Februar 1985 in Moskau) ist ein russischer Volleyballspieler.

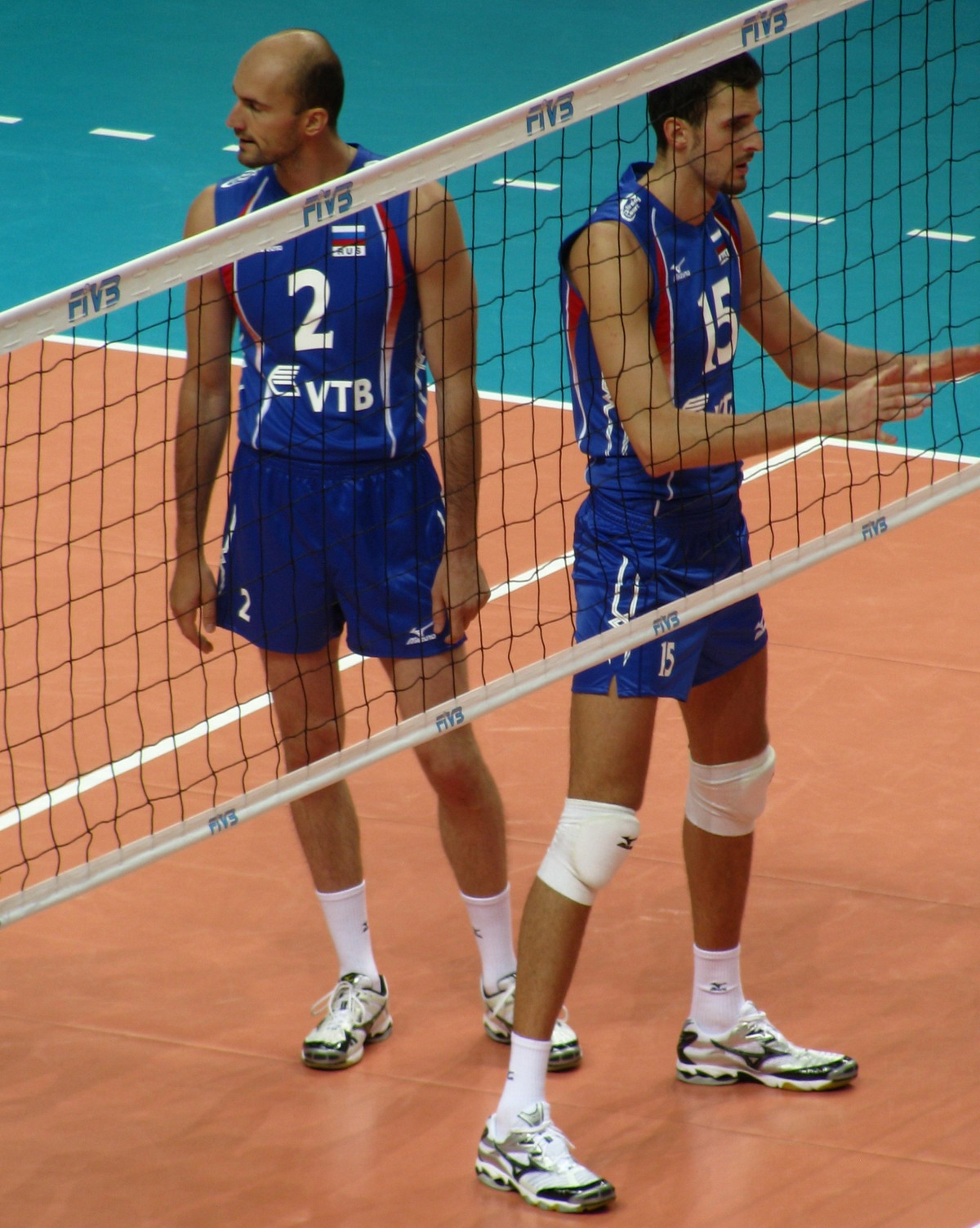
Wolkow (rechts) in der Weltliga 2010 gegen die USA, links Semjon Poltawski

## Karriere
Wolkow begann seine Karriere 2002 bei VK Dynamo Moskau. 2003 gewann er mit den russischen Junioren die Europameisterschaft. Ein Jahr später gelang die Titelverteidigung in diesem Wettbewerb und der Mittelblocker wurde mit Dynamo außerdem russischer Vizemeister. Anschließend spielte er für eine Saison bei VK Lutsch Moskau. 2005 wurde er Junioren-Weltmeister. Am 4. Juni desselben Jahres gab Wolkow in einem Europaliga-Spiel gegen Estland sein Debüt in der A-Nationalmannschaft. Anschließend kehrte er zurück zu Dynamo und gewann mit dem Verein 2006 das nationale Double. 2007 wurde Moskau Vizemeister und der Mittelblocker erreichte mit der Nationalmannschaft die Endspiele in der Weltliga und bei der Europameisterschaft im eigenen Land. 2008 gelang Dynamo erneut das Double. Wolkow nahm mit den Russen am olympischen Turnier in Peking teil und gewann die Bronzemedaille. 2010 unterlag Dynamo im Finale der Champions League gegen Trentino Volley und Wolkow kam auch in der Weltliga wieder auf den zweiten Platz. In der Saison 2010/11 spielte er beim italienischen Erstligisten BreBranca Lannutti Cuneo, mit dem er den nationalen Pokal gewann und Vizemeister wurde. Die Nationalmannschaft gewann 2011 sowohl die Weltliga als auch den World Cup. Im gleichen Jahr wurde der Mittelblocker von VK Zenit-Kasan verpflichtet. 2012 gewann Kasan das Finale der Champions League gegen Skra Bełchatów. Anschließend wurde Wolkow mit Russland in London Olympiasieger.